# 张洼站
张洼站位于中华人民共和国安徽省合肥市瑶海区新蚌埠路与天水路交叉口地下，是合肥轨道交通1号线的地铁车站。张洼站为1号线近期北延伸段的起始站点，2023年7月1日开通使用。

## 车站结构
张洼站为地下两层单柱双跨岛式站台，站台宽度11m。

### 车站楼层
| B1 | 站厅                             | 出入口、票务服务、自动售票机、人工服务台 |  |
| B2 |                                  | █ 1号线列车往九联圩方向 （兴华苑）       |  |
| B2 | 岛式站台                         |                                          |  |
| B2 | █ 1号线列车往张洼方向 （终点站） |                                          |  |

## 换乘信息

### 公交
蚌天路口（新蚌埠路东侧）：可换乘25路（至红樱桃工业园）、139路（至蓝领公寓）、683路（至中绿广场）、686路（至海润光伏北门）。
蚌天路口（新蚌埠路西侧）：可换乘25路（至双岗东）、35路（至望龙学校）、139路（至马合公司）、686路（至中绿广场）。
蚌天路口（天水路南侧）：可换乘683路（至合肥北货场）。